# 西格湖
57°2′48″N 33°8′1″E / 57.04667°N 33.13361°E

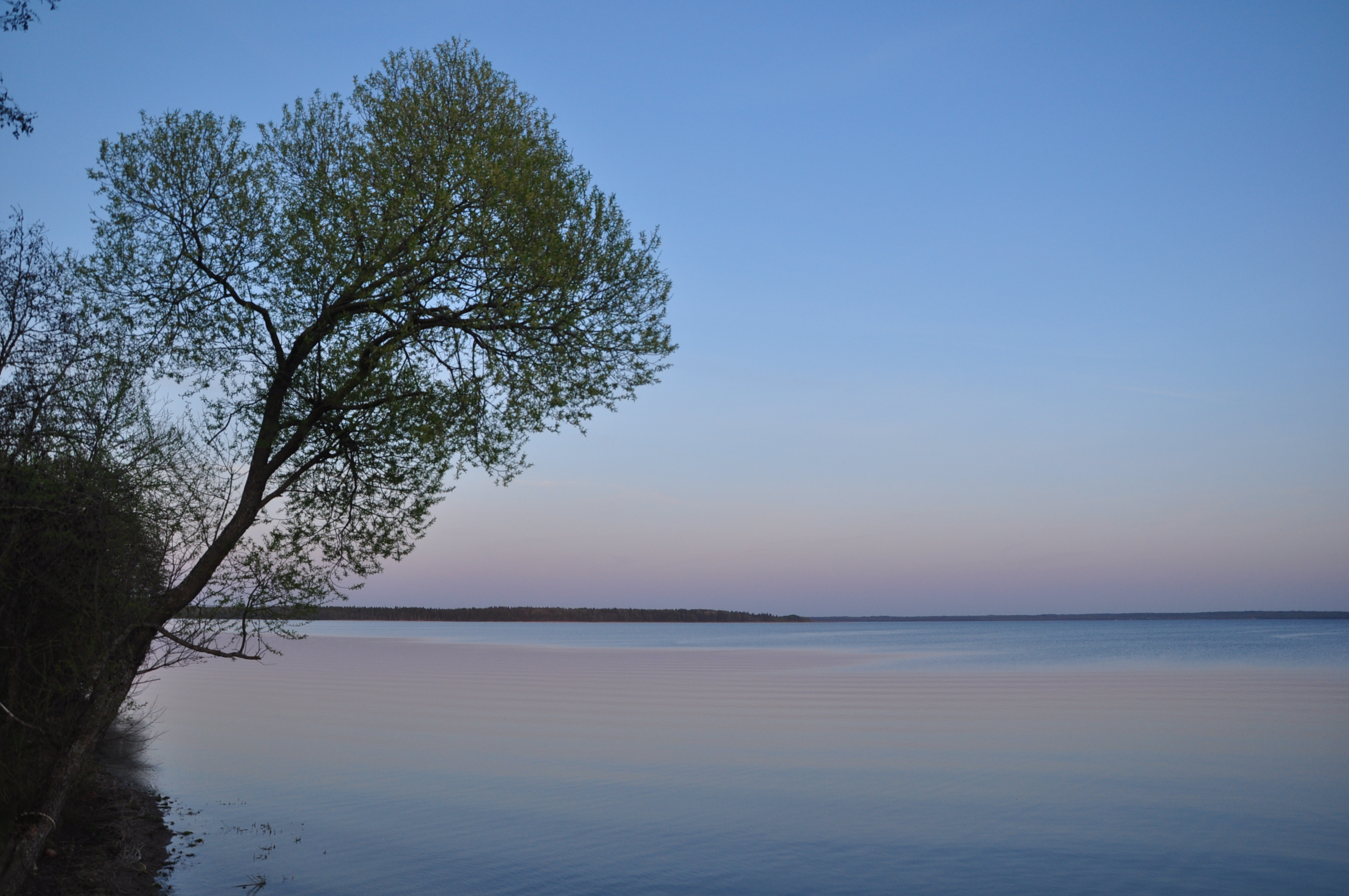

西格湖（俄语：Сиг），是俄羅斯的湖泊，位於該國西北部特維爾州，由奧斯塔什科夫區負責管轄，面積27.3平方公里，海拔高度219米，集水區面積96.3平方公里。